# オミ
オミ（1976年5月11日 - ）は、東京都出身の俳優。旧芸名・本名は中里 栄臣（なかさと ひでおみ）。ハーモニープロモーションに所属していた。

## 略歴
1995年、テレビドラマ『オトナにして』で俳優としてデビュー。
1996年、「メタルヒーローシリーズ」『ビーファイターカブト』で、主人公のBFカブト/鳥羽甲平を演じ、主演を務めた。
その後、オミと改名し、翌年1997年には『中村雅俊のゼッタイ!知りたがり』および『世界ウルルン滞在記（中国）』にてレポーターを務めた。
2005年以降の活動は確認されておらず、社団法人映像コンテンツ権利処理機構のホームページに不明権利者として名前が掲載されている。

## 人物
趣味は映画鑑賞 、読書。特技はサッカー、ヒップホップ。スポーツが得意で、『ビーファイターカブト』でもスポーツ万能という役柄を演じた。
低血圧で朝が弱いが、遅刻するのも嫌いであったため、『ビーファイターカブト』ではクランクイン前に東映東京撮影所のある大泉学園へ引っ越した。

## 出演

### テレビドラマ
- オトナにして（テレビ朝日、1995年）
- 花嫁は16才!（テレビ朝日、1995年、1.3.5話）（1と3話は「中里　英司」と表記）
- ビーファイターカブト （テレビ朝日、1996年）- BFカブト/鳥羽甲平 役
- 名探偵保健室のオバさん（テレビ朝日、1997年）- 袴田義一 役
- 総理と呼ばないで（1997年、8話）
- 徳川慶喜（NHK・大河ドラマ、1998年）
- 風になりたい（TBS 花王愛の劇場、1998年）
- ラブとエロス（TBS、1998年、3.5.6話）
- 天然少女 萬（WOWOW,1999年、1.2話）
- DAIBAクシン!!cheki b.（フジテレビ、1999年）※番組内のドラマ「夏までのダイアリー」に出演
- ツーハンマン ゲスト（テレビ朝日、2002年）
- 木更津キャッツアイ（TBS、2002年、7話）

### 映画
- 棒 Bastoni （2002年）- 本山役

### バラエティ番組
- クイズ天下一品博物館（TBS、1996年）
- 中村雅俊のゼッタイ!知りたがり レポーター（フジテレビ、1997年）
- 世界ウルルン滞在記（中国） レポーター（TBS、1997年）
- It'sアクセス（テレビ東京、1997年）
- RAVE2001（テレビ東京、1998年）
- DAIBAクシン!!GOLD（フジテレビ、1999年）

### オリジナルビデオ
- ビーロボカブタック クリスマス大決戦!!（1997年）- 通行人（特別出演）、BFカブト、鳥羽甲平（予告編）のみ
- 実録・日本極道列伝 極道者（2002年）

### CM
- サントリーフーズ「CCレモン」（1996年）
- エースコック「力うどん」（1996年）
- ららぽーとスキードームSSAWS「夏休みキャンペーン・突然メッセージ篇」（1997年）
- マクドナルド「月見バーガー」（1997年）
- アサヒ飲料「さわやかブドウ」（1997年）

### ミュージックビデオ
- ソニン「あすなろ銀河」（2005年）